# Nasiru Mohammed
Nasiru Mohammed (Kumasi, 6 de junio de 1994) es un futbolista ghanés. Juega de mediocampista y su equipo es el Ekenäs IF de la Ykkösliiga.

## Clubes
| Club              | País      | Año       |
| ----------------- | --------- | --------- |
| BK Häcken         | Suecia    | 2012-2019 |
| PFC Levski Sofia  | Bulgaria  | 2019-2021 |
| BK Häcken         | Suecia    | 2021      |
| Norrby IF         | Suecia    | 2022      |
| F. C. Trollhättan | Suecia    | 2023      |
| Ekenäs IF         | Finlandia | 2024-     |

## Palmarés

### Campeonatos nacionales
| Título         | Club      | País   | Año     |
| -------------- | --------- | ------ | ------- |
| Copa de Suecia | BK Häcken | Suecia | 2015-16 |
| Copa de Suecia | BK Häcken | Suecia | 2018-19 |